# دانيال كوردييه
دانيال كوردييه (بالفرنسية: Daniel Cordier)‏
```
(
10 أغسطس
 
1920
 - 
20 نوفمبر
 
2020
)، هو مناضل مقاومة 
فرنسي
 ومؤرخ وتاجر فنون.
[
7
]
، انخرط مع 
فرنسا الحرة
 في يونيو 
1940
. كان سكرتيرًا 
لجان مولان
 من عام 1942 إلى عام 1943، وتطورت آرائه إلى اليسار. نال لقب رفيق المقاومة عام 1944، وبعد الحرب أصبح مؤرخًا وتاجرًا للفنون. كان مدافعا عن 
حقوق المثليين
.
```

توفي كوردييه في مدينة كان يوم 20 نوفمبر 2020 عن عمر ناهز المائة عام. ترك موته هوبير جيرمان ليكون آخر المقاومين الفرنسيين على قيد الحياة. صرح الرئيس الفرنسي إيمانويل ماكرون في بيان صحفي:
«من أجل حرية وشرف فرنسا، دخل المقاومة، وترك كل شيء، وتقبل الخطر والوحدة والروتين الجاف والتعقيدات المجنونة للشبكات السرية.. عُيِّن في إدارة شبكات المقاومة في منطقة الجنوب، ونزل بالمظلات عام 1942 ثم أصبح سكرتيرًا لـ جان مولان. التزامهم ... سمح أنه في يوم من هبوط الحلفاء شهدت فرنسا يتصاعد من الظل الذي كان كامنا، وعلى استعداد لاستعادة مصيره في يده».